# 汤阴岳飞庙
35°55′12″N 114°20′55″E / 35.92000°N 114.34861°E
汤阴岳飞庙位于中国河南省安阳市汤阴县城关镇，2001年被列为第五批全国重点文物保护单位。
汤阴岳飞庙重建于明景泰元年（1450年），现存建筑以明代为主，主要有精忠坊、山门、正殿、岳母刺字祠、孝娥祠、岳云祠、四子祠、三代祠等。整体建筑坐北朝南，南北朝109米，东西宽57.8米，占地面积6300平方米，建筑面积2100平方米。主体建筑大殿面阔五间，进深三间，单檐硬山顶，高10米。

## 图册

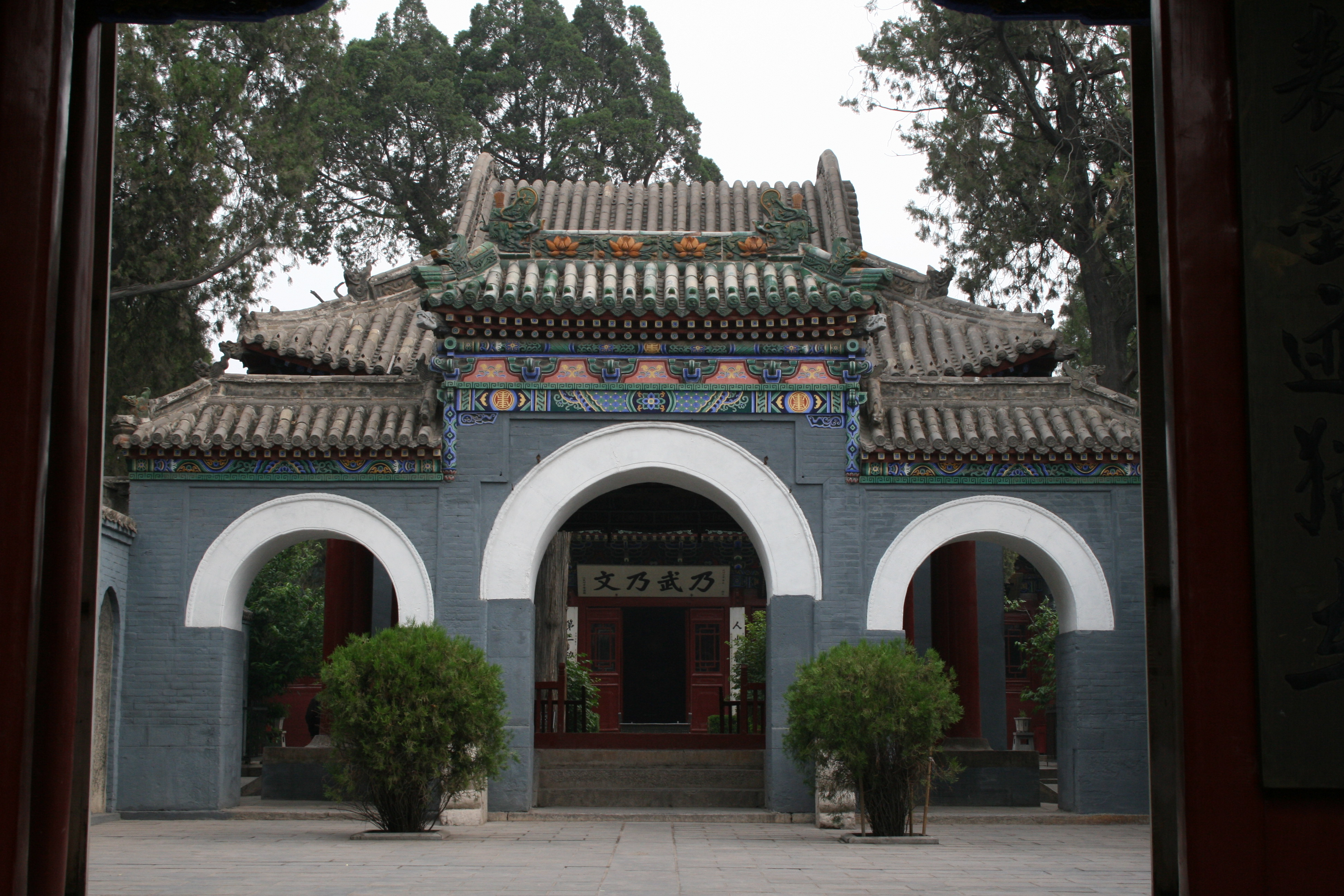
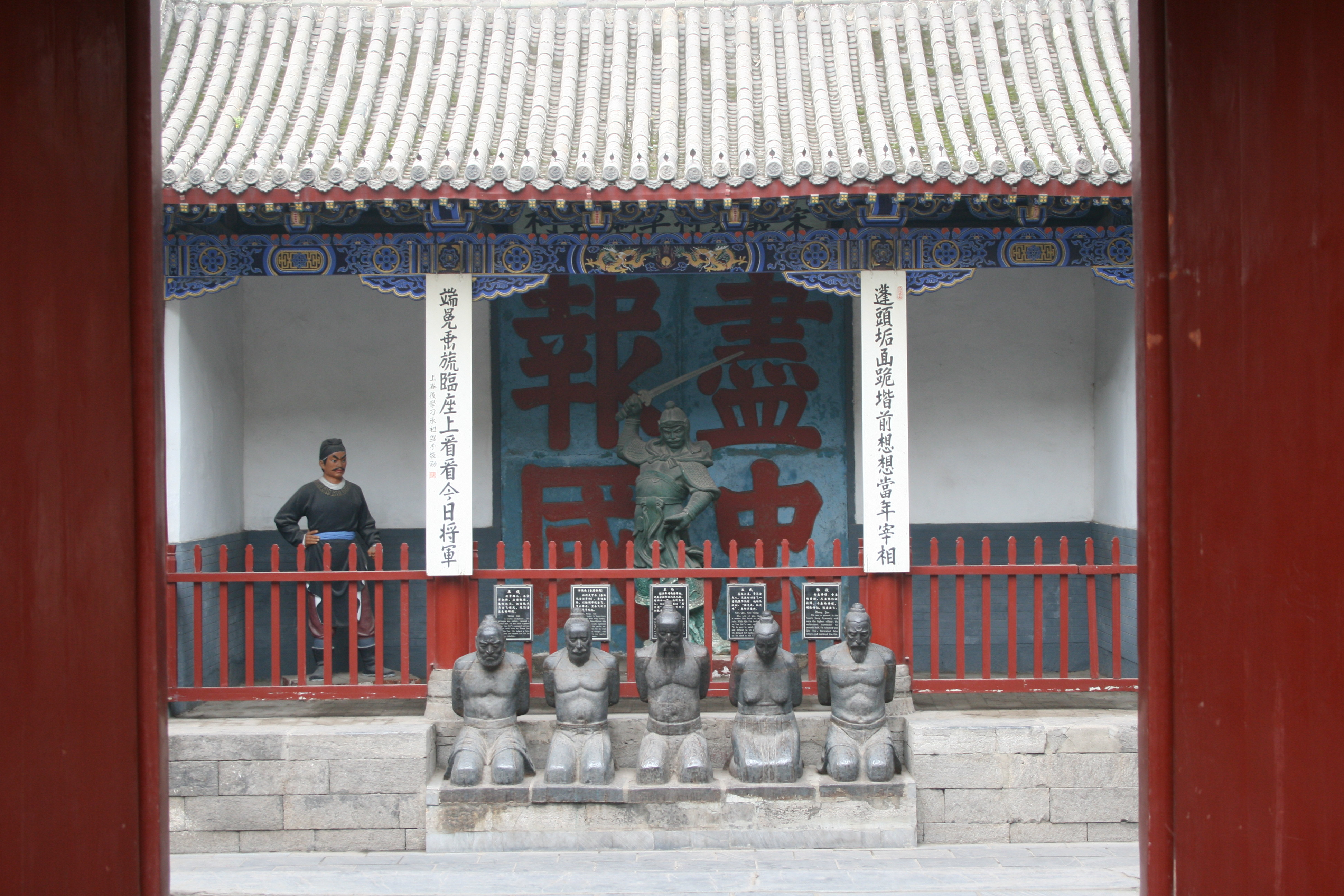
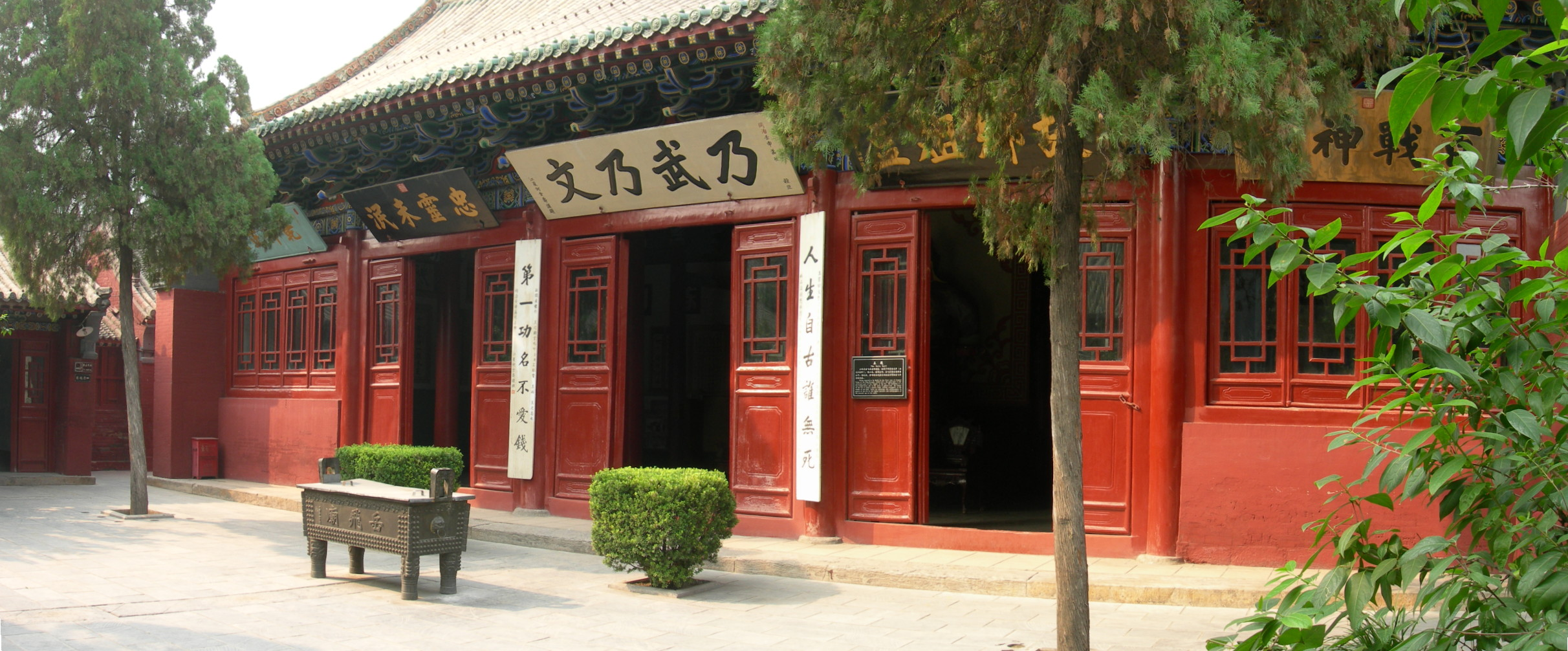